# Isola di Vivara
L'isola di Vivara è una piccola isola vulcanica (vulcano in stato di quiescenza) del golfo di Napoli, di proprietà privata, appartenente al gruppo delle isole Flegree e posta tra Procida, a cui è unita da un ponte, e Ischia.

## Etimologia
L'origine del nome Vivara, di cui è attestata altresì la forma Bivaro, è stata ed è oggetto di discussione; alcuni linguisti preferiscono riprendere la desueta denominazione Vivaro. La tesi più accreditata vorrebbe che il toponimo derivi dal latino vivarium, cioè 'vivaio, luogo in cui si allevano mitili, anguille o altri animali marini'; d'altra parte anche la vicina Lacco Ameno sembra portare lo stesso nome, anche se qui trova più antica origine nella lingua greca (λάϰϰος, appunto 'lago, laguna, vivaio'). Un'ulteriore ipotesi vede l'origine del nome in una distorsione di quello del primo proprietario dell'isola nel XVII secolo, il duca di Bovino, Giovanni de Guevara. Si è perfino osservato, riferendosi a una derivazione celtico-sassone, che il termine significherebbe castoro, e che a Vivara fosse un tempo diffusa l'arvicola acquatica europea (Arvicola amphibius), roditore vagamente simile al castoro.

## Geografia
L'isola misura circa 0,4 km² e ha un perimetro di circa 3 km con una forma a mezzaluna; il punto più elevato misura 110 metri sul livello del mare ed è situato al centro dell'isolotto.
Vivara è sottoposta alla giurisdizione amministrativa del Comune di Procida, cui è collegata da un ponte non carrozzabile che sostiene la condotta idrica che rifornisce Ischia. È attualmente disabitata ed è una riserva naturale statale. Il suo litorale è inoltre compreso nell'Area marina protetta Regno di Nettuno.
I punti estremi sono la punta di Mezzogiorno a Sud e la punta Capitiello a Nord, rivolta verso l'isola di Procida. La punta d'Alaca, ad Ovest, definisce il punto più stretto del canale d'Ischia, mentre tutta la costa orientale, ripida e scoscesa, viene chiamata La Carcara con riferimento ad un impianto di cui rimangono scarse tracce.

### Formazione dell'isola
L'isola costituisce il margine occidentale di un cratere vulcanico originatosi circa 55000 anni fa, oggi sommerso, delimitato sul lato orientale dal promontorio di Santa Margherita nell'isola di Procida.
Sicuramente ancora in epoca romana Vivara era collegata all'isola di Procida da una stretta falesia, oggi scomparsa, sul lato settentrionale del cratere.
Lo specchio d'acqua circolare corrispondente al cratere, compreso tra Vivara e Procida è denominato golfo di Genito.

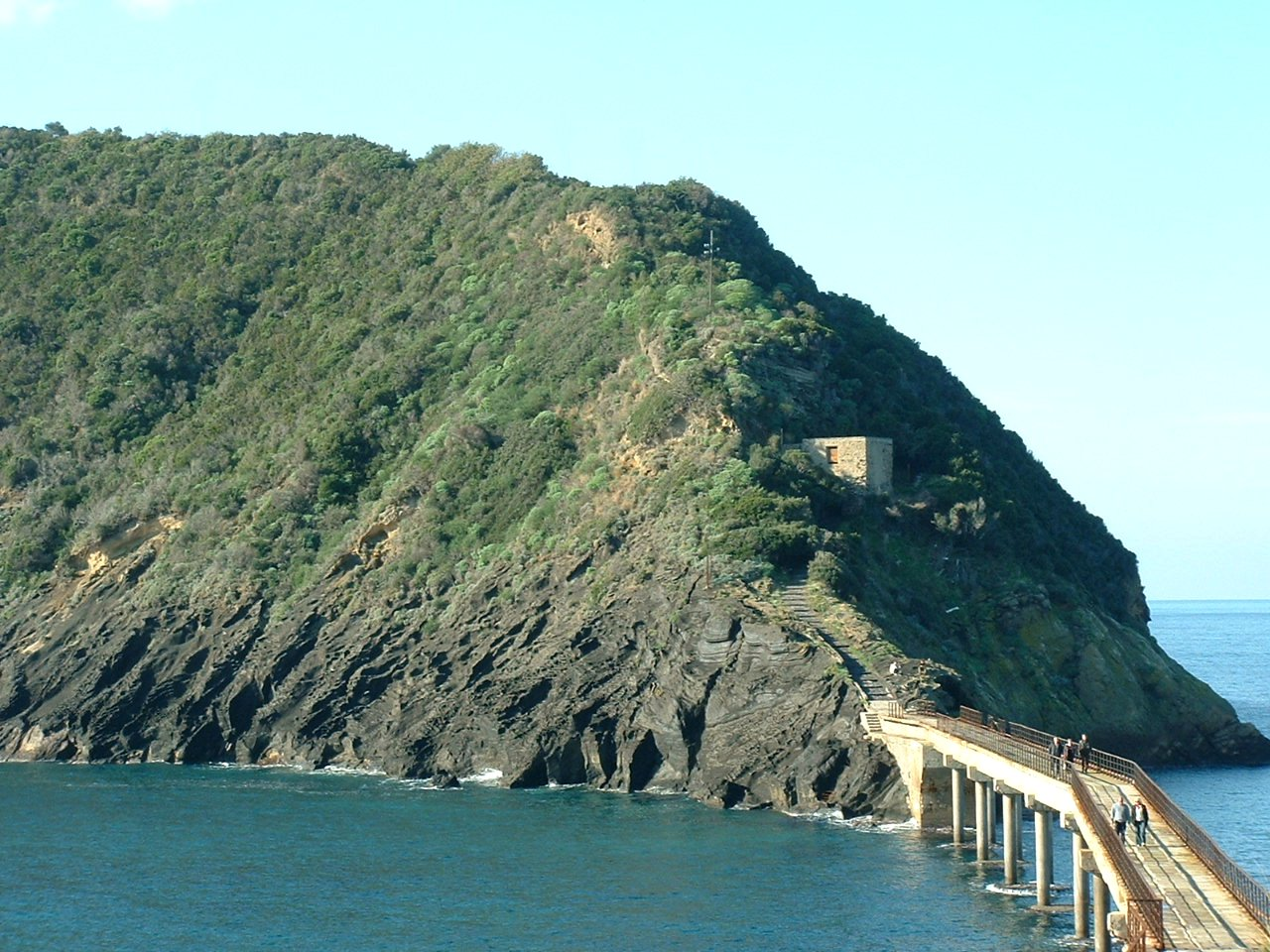
Arrivo a Vivara - Punta Capitiello
Vista dalla collina di Santa Margherita (Procida)

## Storia e popolamento

### Età del bronzo
L'esistenza di un centro dell'età del bronzo con frammenti di ceramiche importate dall'Egeo fu accertata dall'archeologo di origine tedesca Giorgio Buchner, negli anni trenta del '900.
Dal 1975 circa vi si svolgono campagne di scavo, in una prima fase curate dall'Università degli Studi di Roma "Sapienza". Attualmente le ricerche sono a cura dell'Università Suor Orsola Benincasa di Napoli.
Gli scavi hanno documentato numerosi aspetti dell'insediamento databile tra il XVII e il XIV secolo a.C. (aspetti culturali di Punta Mezzogiorno, protoappenninico di Punta d'Alaca, appenninico).
Campagne di esplorazione sottomarina hanno inoltre permesso di scoprire tracce di popolamento fino a 6-9 metri di profondità, indice di un abbassamento del suolo databile intorno alla fine dello stesso periodo e riconducibile, molto probabilmente, a dinamiche di bradisismo simili a quelle di altre aree dei Campi Flegrei (vedi Baia). L'isola doveva dunque essere più estesa di quanto sia oggi.
L'importanza degli scavi di Vivara, iniziati negli anni settanta dopo le prime esplorazioni di Buchner, risiede nell'aver fornito un anello mancante nella ricostruzione delle dinamiche marinare nel Mediterraneo occidentale in epoca protomicenea e micenea, innescando un processo di revisione globale delle possibili navigazioni egee.
Probabilmente in quell'epoca (periodo definito dagli archeologi di passaggio dal Bronzo Antico al Bronzo Medio), l'isola di Vivara costituiva un nodo di collegamento e di commercio in una rete di comunicazioni marittime che collegava le regioni dell'alto Tirreno, sede di importanti affioramenti di minerali metallici (fra i quali il rame), con il Mediterraneo orientale.

### Epoca moderna

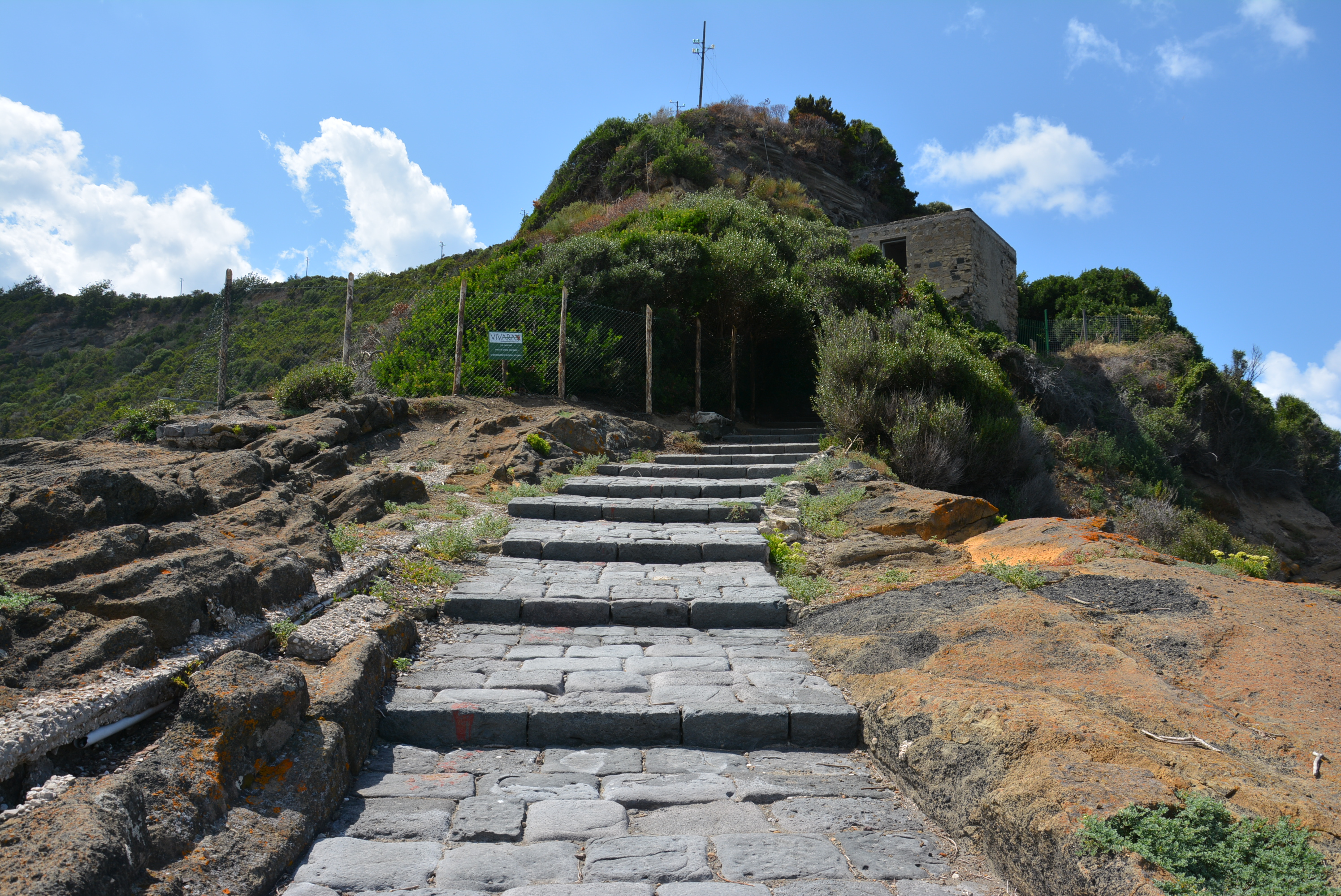
La strada di ingresso all'Isola di Vivara dal ponte che la collega a Procida

Dal XIII secolo a.C. ogni traccia di vita stabile su Vivara scompare per circa due millenni, per riprendere soltanto in epoca moderna con la costruzione, nel 1681, di una villa colonica sul pianoro sommitale che rimane ancor oggi l'unica costruzione di rilievo dell'isola.
Verso la metà del XVIII secolo, il re Carlo di Borbone, fece di Vivara una sua riserva di caccia, popolandola, tra l'altro di fagiani, conigli e caprioli.
La proprietà dell'isola passò in seguito al Comune di Procida (1818), e quindi a privati, tra cui Biagio Scotto La Chianca, che introdussero le coltivazioni della vite e dell'ulivo per passare, nel 1940, all'Ospedale di Procida (denominato "Albano Francescano", oggi fondazione di diritto privato); dal 15 maggio 2015, dopo una causa durata 16 anni, l'isola ritorna infine agli eredi degli Scotto La Chianca.
Nel 1957 fu costruito, per il passaggio dell'acquedotto che raggiunge Ischia, uno stretto ponte di collegamento con Procida e, finalmente, nel 1972 l'isola fu assegnata in fitto alla Regione Campania, che le riconobbe lo status di oasi di protezione naturale.
Dal 1977 al 1993 Giorgio Punzo, docente in pensione e appassionato naturalista, visse sull'isola, impegnandosi personalmente nell'opera di studio, protezione e valorizzazione dell'ambiente naturale di Vivara. Tale impegno, fondato su precedenti attività di Lello Capaldo e Giovanni Lubrano di Ricco, non fu tuttavia appoggiato dalle istituzioni, tanto che, quando scadde il fitto che l'Ente Proprietario dell'isola aveva concesso alla Regione Campania, quest'ultima decise di non rinnovare il contratto, sfrattandolo di fatto dall'isola.
Da allora Vivara ha vissuto una situazione di degrado causato sia dall'incuria sia dall'opera di vandali e bracconieri che hanno potuto agire in quasi completa libertà almeno fino al 2009, anno in cui la fondazione proprietaria ha provveduto a chiudere i varchi abusivi presenti e instaurato una collaborazione con il servizio di vigilanza volontaria della LIPU che ha potenziato la sorveglianza già assicurata dal Corpo Forestale dello Stato.
Nel 2002, con decreto ministeriale 24/06/2002 (pubblicato in G.U. n. 225 del 25/09/2002), l'isola è diventata una riserva naturale statale nonché sito di importanza comunitaria e zona di protezione speciale nell'ambito della rete Natura 2000, il cui presidente designato è attualmente l'imprenditore napoletano Maurizio Marinella.
Per lungo tempo il Comitato di Gestione non è riuscito a provvedere alla gestione ordinaria dell'isolotto per problemi di ordine burocratico. Il 22 marzo 2013, tuttavia, viene firmato un protocollo d'intesa tra il Comune di Procida e il Comitato di Gestione, consentendo l'accesso ai turisti durante le festività pasquali, dopo ben 11 anni dalla sua chiusura al pubblico.
Da aprile 2017, grazie a un nuovo protocollo tra Comitato di gestione della Riserva e il Comune di Procida, quest'ultimo si occupa della gestione delle visite con guide abilitate.